# Booz
Booz lub Boaz (hebr. בועז) – syn Szalmona i Rachab, mąż Rut.
Jest on jedną z głównych postaci Księgi Rut. Booz był bogatym rolnikiem, kuzynem Noemi, która po stracie męża i obu synów postanowiła powrócić z Moabu do ojczyzny. Towarzyszką Noemi w drodze powrotnej była jedna z synowych, Moabitka Rut. Widząc poświęcenie i pracowitość Rut, Booz najpierw nakazał ludziom pracującym na jego polu zostawiać snopki, które ona mogłaby zbierać, a potem bezpośrednio wręczył jej zboże.
Zgodnie z prawem lewiratu Booz poślubił Rut, nabywając jednocześnie prawo do spadku po Elimelku, mężu Noemi.
Synem Booza i Rut był Obed – ojciec Jessego i zarazem dziadek Dawida, króla Izraela.